# J. Heinrich Matthaei
Johannes Heinrich Matthaei (Bona, 4 de maio de 1929 – Gotinga, 7 de julho de 2025) foi um bioquímico alemão, mais conhecido pela sua contribuição para a resolução do código genético em 15 de maio de 1961.  

## Carreira
Enquanto pós-doutorado visitante no laboratório de Marshall Warren Nirenberg no NIH em Bethesda, Maryland, descobriu que um polinucleotídeo de RNA sintético, composto por um resíduo de ácido uridílico repetitivo, codificava uma cadeia de polipeptídeos contendo apenas um tipo de aminoácido, fenilalanina. Em termos científicos, descobriu que os códigos poliU da polifenilalanina e, portanto, a unidade de codificação desse aminoácido era composta por uma série de Us ou, como sabemos agora que o código genético é lido em conjuntos de três, o codão da fenilalanina é UUU. Essa experiência abriu o caminho para a solução do código genético. Foi por este e pelo trabalho posterior sobre o código genético que Nirenberg compartilhou o Prêmio Nobel de Medicina e Fisiologia. Além disso, Matthaei e seus colegas de trabalho, nos anos seguintes, publicaram muitos resultados relativos à compreensão pioneira da forma e função do código genético.
A exclusão de Matthaei, que pessoalmente decifrou o código genético, deste prémio científico é uma das controvérsias do Prémio Nobe. Mais tarde, Matthaei foi membro da Sociedade Max Planck em Göttingen.

## Morte
Matthaei morreu no dia 7 de julho de 2025, aos 96 anos.